# Tournoi des Six Nations des moins de 20 ans 2024
Cet article traite de l'épreuve des juniors. Pour la compétition sénior, voir Tournoi des Six Nations 2024. Pour la compétition féminine, voir Tournoi des Six Nations féminin 2024.
Pour un article plus général, voir Tournoi des Six Nations des moins de 20 ans.
Navigation
Tournoi des moins de 20 ans 2023 Tournoi des moins de 20 ans 2025
Le Tournoi des Six Nations des moins de 20 ans 2024 est une compétition annuelle de rugby à XV disputée par six équipes européennes : Angleterre, pays de Galles, Irlande, France, Écosse et Italie.
L'Irlande est double tenante du titre après avoir réalisé deux Grands Chelems lors des deux éditions précédentes.
L'Angleterre remporte la compétition en réalisant le Petit Chelem, quatre victoires et un nul, soit le même résultat que l'Irlande mais avec un point de bonus en plus pour les Anglais. Leur dernier titre dans la compétition date de 2021.
Le troisième ligne aile anglais Henry Pollock remporte le prix du meilleur joueur de la compétition.

## Contexte et résultat de la compétition

### Contexte
L'équipe d'Irlande défend son titre après avoir réussi le Grand Chelem lors des deux éditions précédentes.
De plus, l'équipe de France a le statut de championne du monde en titre après sa victoire en finale, lors de l'édition 2023 du Championnat du monde junior, contre l'Irlande.

### Résultat
L'Angleterre remporte la compétition après avoir battu la France à l'extérieur avec bonus offensif sur le score de 45 à 31 lors de l'ultime journée après une seconde période de qualité. Elle réalise le Petit Chelem avec quatre victoires et un match nul 32 partout lors de la quatrième journée contre l'Irlande qui présente elle aussi quatre victoires mais un point de bonus en moins que les Anglais.
Les Anglais remportent leur huitième victoire dans la compétition, leur première depuis 2021.

## Villes et stades
Pour cette édition, l'équipe de France dispute ses trois rencontres à domicile au stade Maurice-David d'Aix-en-Provence, au stade Raoul-Barrière de Béziers et au stade du Hameau de Pau.
Le Tournoi des Six Nations des moins de 20 ans 2024 se déroule dans les stades suivants :
| Trévise (Italie)                       | Cork (Irlande)                     | Colwyn Bay (pays de Galles)         |
| -------------------------------------- | ---------------------------------- | ----------------------------------- |
| Stadio Comunale di Monigo 5 000 places | Musgrave Park 8 008 places         | Eirias Stadium 6 080 places         |
| Stade Comuale di Monigo, Trévise       | Musgrave Park, Cork                | Eirias Stadium, Colwyn Bay          |
| Aix-en-Provence (France)               | Béziers (France)                   | Pau (France)                        |
| Stade Maurice-David 8 767 places       | Stade Raoul-Barrière 18 555 places | Stade du Hameau 15 047 places       |
| Stade Maurice-David, Aix-en-Provence   | Stade Raoul-Barrière, Béziers      | Stade du Hameau, Pau                |
| Cardiff (Pays de Galles)               | Édimbourg (Écosse)                 | Bath (Angleterre)                   |
| Cardiff Arms Park 9 000 places         | Hive Stadium 7 800 places          | The Recreation Ground 14 509 places |
| Cardiff Arms Park, Cardiff             | Hive Stadium, Édimbourg            | The Recreation Ground, Bath         |

## Calendrier des matchs
Ci-dessous, le calendrier des cinq journées de la compétition :
Première journée
| Le 2 février à 19 h 45 | Stadiwm CSM, Colwyn Bay              | Pays de Galles -20 | 37 - 29 | Écosse -20     |
| Le 2 février à 20 h 15 | Stadio Comunale di Monigo, Trévise   | Italie -20         | 11 - 36 | Angleterre -20 |
| Le 3 février à 21 h 10 | Stade Maurice-David, Aix-en-Provence | France -20         | 31 - 37 | Irlande -20    |

Deuxième journée
| Le 9 février à 20 h 15 | Musgrave Park, Cork         | Irlande -20    | 23 - 22 | Italie -20         |
| Le 9 février à 20 h 15 | The Recreation Ground, Bath | Angleterre -20 | 28 - 7  | Pays de Galles -20 |
| Le 9 février à 21 h    | Hive Stadium, Édimbourg     | Écosse -20     | 14 - 29 | France -20         |

Troisième journée
| Le 23 février à 20 h 15 | Musgrave Park, Cork           | Irlande -20 | 43 - 8  | Pays de Galles -20 |
| Le 23 février à 20 h 15 | Hive Stadium, Édimbourg       | Écosse -20  | 17 - 30 | Angleterre -20     |
| Le 23 février à 21 h    | Stade Raoul-Barrière, Béziers | France -20  | 20 - 23 | Italie -20         |

Quatrième journée
| Le 7 mars à 20 h 45 | Cardiff Arms Park, Cardiff         | Pays de Galles -20 | 12 - 45 | France -20  |
| Le 8 mars à 20 h 15 | The Recreation Ground, Bath        | Angleterre -20     | 32 - 32 | Irlande -20 |
| Le 8 mars à 20 h 15 | Stadio Comunale di Monigo, Trévise | Italie -20         | 47 - 14 | Écosse -20  |

Cinquième journée
| Le 15 mars à 20 h    | Musgrave Park, Cork        | Irlande -20        | 36 - 0  | Écosse -20     |
| Le 15 mars à 20 h 30 | Cardiff Arms Park, Cardiff | Pays de Galles -20 | 27 - 15 | Italie -20     |
| Le 15 mars à 21 h    | Stade du Hameau, Pau       | France -20         | 31 - 45 | Angleterre -20 |

## Classement
Ci-dessous, le classement final de la compétition :
| Rang | Nation             | J | V | N | D | Bo | Bd | Pm  | Pe  | Diff | Pts |
| ---- | ------------------ | - | - | - | - | -- | -- | --- | --- | ---- | --- |
| 1    | Angleterre -20     | 5 | 4 | 1 | 0 | 5  | 0  | 171 | 98  | +73  | 23  |
| 2    | Irlande -20 (T)    | 5 | 4 | 1 | 0 | 4  | 0  | 171 | 93  | +78  | 22  |
| 3    | France -20         | 5 | 2 | 0 | 3 | 4  | 2  | 156 | 131 | +25  | 14  |
| 4    | Italie -20         | 5 | 2 | 0 | 3 | 1  | 1  | 118 | 120 | -2   | 10  |
| 5    | Pays de Galles -20 | 5 | 2 | 0 | 3 | 2  | 0  | 91  | 160 | -69  | 10  |
| 6    | Écosse -20         | 5 | 0 | 0 | 5 | 1  | 0  | 74  | 179 | -105 | 1   |

|  | Vainqueur du tournoi.               |
|  | T : tenant du titre (édition 2023). |

Attribution des points : quatre points sont attribués pour une victoire, deux points pour un match nul, aucun point en cas de défaite, un point si au moins 4 essais marqués, un point en cas de défaite avec moins de 7 points d'écart, trois points en cas de Grand Chelem.
Règles de classement : 1. points marqués ; 2. différence de points de matchs ; 3. nombre d'essais marqués ; 4. titre partagé.

## Acteurs du Tournoi des Six Nations des moins de 20 ans 2024

### Joueurs

#### Angleterre
Le 31 janvier, Mark Mapletoft dévoile sa composition d'équipe pour la première journée. Le troisième ligne aile Finn Carnduff est nommé capitaine pour l'ensemble de la compétition.
Pour le second match, les nouveaux joueurs sont : Kane James, Ioan Jones et George Makepeace-Cubitt (en).
Pour la troisième journée, les nouveaux convoqués sont le pilier Afolabi Fasogbon et le deuxième ligne Harry Browne.
Afin de disputer la quatrième journée, seulement un nouveau joueur est sélectionné en la personne du talonneur James Isaacs.
| Entraîneur | Entraîneur             | Mark Mapletoft                                                                       |
| Avants     | Pilier                 | Afolabi Fasogbon, Jimmy Halliwell, Scott Kirk, Asher Opoku-Fordjour, Billy Sela (en) |
| Avants     | Talonneur              | James Isaacs, Jacob Oliver, Craig Wright (en)                                        |
| Avants     | Deuxième ligne         | Joe Bailey (en), Harry Browne, Junior Kpoku, Olamide Sodeke (en)                     |
| Avants     | Troisième ligne aile   | Finn Carnduff , Kane James (en), Henry Pollock                                       |
| Avants     | Troisième ligne centre | Zach Carr, Nathan Michelow (en)                                                      |
| Arrières   | Demi de mêlée          | Ben Douglas, Archie McParland (en)                                                   |
| Arrières   | Demi d'ouverture       | Josh Bellamy, Rory Taylor                                                            |
| Arrières   | Centre                 | Sean Kerr, Oliver Spencer, Ben Waghorn (en)                                          |
| Arrières   | Ailier                 | Toby Cousins, Alex Wills (en)                                                        |
| Arrières   | Arrière                | Ioan Jones (en), George Makepeace-Cubitt (en), Ben Redshaw                           |

#### Écosse
Le 23 janvier, le sélectionneur écossais convoque un groupe de trente-cinq joueurs pour la compétition, Liam McConnell en est le capitaine.
Le 2 février, peu de temps avant le premier match, le pilier droit Ollie Blyth-Lafferty est forcé de déclarer forfait, il est remplacé dans le groupe par Ryan Whitefield.
Pour la troisième journée, le talonneur Gavin Parry est convoqué à la suite de la blessure d'Elliot Young.
Afin de disputer la quatrième journée, Findlay Thomson et Luke Coulston sont sélectionnés.
| Entraîneur | Entraîneur             | Kenny Murray (en)                                                                                       |
| Avants     | Pilier                 | Ollie Blyth-Lafferty , Robbie Deans, Callum Norrie (en), Alex O'Driscoll, Callum Smyth, Ryan Whitefield |
| Avants     | Talonneur              | Jerry Blyth-Lafferty, Gavin Parry, Elliot Young                                                         |
| Avants     | Deuxième ligne         | Ryan Burke, Archie Clarke, Luke Coulston, Theo Currie, Ruaraidh Hart (en), Euan McVie                   |
| Avants     | Troisième ligne aile   | Freddy Douglas, Monroe Job, Liam McConnell , Fraser Wilson                                              |
| Avants     | Troisième ligne centre | Tom Currie, Jonny Morris                                                                                |
| Arrières   | Demi de mêlée          | Eric Davey, Murdoch Lock, Hector Patterson                                                              |
| Arrières   | Demi d'ouverture       | Isaac Coates, Andrew McLean, Matthew Urwin                                                              |
| Arrières   | Centre                 | Jack Hocking, Geordie Gwynn (en), Ludo Kolade, Findlay Thomson, Johnny Ventisei, Kerr Yule              |
| Arrières   | Ailier                 | Amena Caqusau, Finn Douglas, Finlay Doyle, Logan Jarvie, Kerr Johnston                                  |
| Arrières   | Arrière                | Fergus Watson                                                                                           |

#### France
Le 28 janvier, Sébastien Calvet annonce un groupe de vingt-six joueurs pour la première journée de la compétition. Celui-ci est composé de huit champions du monde 2023. Cependant, le lendemain, il est annoncé que Marko Gazzotti reste avec son club à cause de blessures dans l'effectif, il est remplacé par Maël Perrin. Pour le premier match, Mathis Castro-Ferreira est nommé capitaine.
Après la première journée, les trois Brivistes Léo Carbonneau, Mathis Ferté et Tom Raffy sont libérés pour jouer avec leur club en Pro D2 tout comme Barnabé Massa. En remplacement, Fabien Brau-Boirie, Jean Cotarmanac'h,  Simeli Daunivucu, Sialevailea Tolofua et Lucas Zamora sont convoqués le 4 février. Le lendemain, Zaccharie Affane est également convoqué pour préparer la deuxième journée.
Le 6 février, Robin Couly déclare forfait et est remplacé par Lyam Akrab.
Le 16 février, le staff de l'équipe de France dévoile son groupe pour la troisième journée. Celui-ci inclut désormais Alovisio Kolivai, Sascha Mistruli, Hugo Descube, Jacques Nguimbous, Noa Traversier, Mathys Belaubre, Maxim Granell et Ugo Pacome. Robin Couly effectue son retour tandis que de nombreux cadres sont absents pour ce match.
Pour la troisième journée, en l'absence de Mathis Castro-Ferreira, Corentin Mézou est nommé capitaine, tandis que le joueur des lignes arrières Oliver Cowie intègre l'équipe.
Le 1er mars est annoncé le groupe pour la quatrième journée qui intègre désormais Simon Huchet, Loan Lavergne, Mathys Lotrian, Geoffrey Malaterre, Nathan Bollengier et Kléo Labarbe.
Le 10 mars, le staff des Bleuets communique son groupe de vingt-six joueurs pour préparer la cinquième et dernière journée. Les nouveaux joueurs convoqués sont : Théo Attissogbé, Léon Darricarrère, Hugo Reus, capés tous les trois en 2023, ainsi que Kalvin Gourgues, nouveau venu. De plus, Léo Carbonneau, Mathis Ferté, Marko Gazzotti et Barnabé Massa effectuent leur retour dans le groupe. 
Le 14 mars, il est annoncé que Posolo Tuilagi est convoqué pour jouer l'ultime journée après n'avoir pas été gardé par le XV de France pour la cinquième journée du Tournoi des Six Nations 2024.
| Entraîneur | Entraîneur             | Sébastien Calvet |
| Avants     | Pilier                 | Zaccharie Affane, Léo Ametlla, Zinedine Aouad, Adam Bouare, Thomas Duchêne, Lino Julien, Alovisio Kolivai, Sascha Mistrulli |
| Avants     | Talonneur              | Lyam Akrab, Léo Chauvin, Robin Couly , Mathys Lotrian, Barnabé Massa                                                        |
| Avants     | Deuxième ligne         | Antonin Corso, Hugo Descube, Charly Gambini, Simon Huchet, Corentin Mézou , Jacques Nguimbous, Posolo Tuilagi               |
| Avants     | Troisième ligne aile   | Loan Lavergne, Geoffrey Malaterre, Joé Quere Karaba, Sialevailea Tolofua, Noa Traversier, Patrick Tuifua, Noa Zinzen        |
| Avants     | Troisième ligne centre | Mathis Castro-Ferreira , Marko Gazzotti, Maël Perrin                                                                        |
| Arrières   | Demi de mêlée          | Léo Carbonneau, Kléo Labarbe, Thomas Souverbie, Lucas Zamora                                                                |
| Arrières   | Demi d'ouverture       | Jean Cotarmanac'h, Axel Desperes, Tom Raffy, Hugo Reus                                                                      |
| Arrières   | Centre                 | Mathys Belaubre, Fabien Brau-Boirie, Oliver Cowie, Léon Darricarrère, Simeli Daunivucu, Noah Nene, Robin Taccola            |
| Arrières   | Ailier                 | Grégoire Arfeuil, Théo Attissogbé, Maxence Biasotto, Nathan Bollengier, Hoani Bosmorin, Maxim Granell                       |
| Arrières   | Arrière                | Mathis Ferté, Kalvin Gourgues, Xan Mousques, Ugo Pacome                                                                     |

#### Pays de Galles
Le 22 janvier, le sélectionneur Richard Whiffin dévoile un groupe de trente-sept joueurs retenus pour la compétition. Le capitaine de l'an dernier, Ryan Woodman est forfait pour la compétition, il est remplacé par Harri Ackerman (en) dans ce rôle.
Début mars, Ellis Price, demi d'ouverture, est appelé pour disputer la quatrième journée.
| Entraîneur | Entraîneur             | Richard Whiffin                                                                                      |
| Avants     | Pilier                 | Freddie Chapman, Kian Hire, Jordan Morris, Josh Morse, Patrick Nelson, Sam Scott (en), Louie Trevett |
| Avants     | Talonneur              | Will Austin, Harry Thomas, Evan Wood                                                                 |
| Avants     | Deuxième ligne         | Tom Golder, Jonny Green, Lewis Marsh, Nick Thomas, Osian Thomas                                      |
| Avants     | Troisième ligne aile   | Harry Beddall, Lucas de la Rua (en), Luca Giannini (en), Will Plessis                                |
| Avants     | Troisième ligne centre | Owen Conquer, Morgan Morse                                                                           |
| Arrières   | Demi de mêlée          | Ieuan Davies, Rhodri Lewis, Lucca Setaro                                                             |
| Arrières   | Demi d'ouverture       | Harri Ford, Elis Price, Harri Wilde                                                                  |
| Arrières   | Centre                 | Harri Ackerman (en) , Louie Hennessey (en), Gabe McDonald, Macs Page                                 |
| Arrières   | Ailier                 | Aidan Boshoff, Walker Price, Harry Rees-Weldon, Kodie Stone                                          |
| Arrières   | Arrière                | Huw Anderson (en), Scott Delnevo, Matty Young                                                        |

#### Irlande
Le 16 janvier, Richie Murphy (en) nomme un groupe de trente-et-un joueurs retenus pour la compétition, il nomme le deuxième ligne Evan O'Connell capitaine.
Pour la deuxième journée, Emmet Calvey est sélectionné pour ce match.
Pour la troisième journée, Tom Brigg et Davy Colbert sont convoqués pour disputer ce match.
| Entraîneur | Entraîneur             | Richie Murphy (en)                                                               |
| Avants     | Pilier                 | Patreece Bell, Jacob Boyd, Emmet Calvey, Ben Howard, Andrew Sparrow, Alex Usanov |
| Avants     | Talonneur              | Danny Sheahan, Stephen Smyth (en), Henry Walker                                  |
| Avants     | Deuxième ligne         | Billy Corrigan, Evan O'Connell , Alan Spicer                                     |
| Avants     | Troisième ligne aile   | Tom Brigg, Sean Edogbo, Joe Hopes, Josh Stevens, Bryn Ward                       |
| Avants     | Troisième ligne centre | Brian Gleeson, Luke Murphy                                                       |
| Arrières   | Demi de mêlée          | Tadhg Brophy, Oliver Coffey, Jake O'Riordan, Will Wootton                        |
| Arrières   | Demi d'ouverture       | Jack Murphy, Sean Naughton                                                       |
| Arrières   | Centre                 | Wilhelm de Klerk, Rory Ellerby, Hugh Gavin (en)                                  |
| Arrières   | Ailier                 | Ethan Graham, Stephen Kiely, Hugo McLaughlin, Finn Treacy                        |
| Arrières   | Arrière                | Davy Colbert, Ben O'Connor                                                       |

#### Italie
Le 23 janvier, le sélectionneur italien dévoile son groupe de vingt-neuf joueurs convoqués pour le Tournoi. Le troisième ligne centre Jacopo Botturi en est le capitaine.
| Entraîneur | Entraîneur             | Massimo Brunello (it)                                                                     |
| Avants     | Pilier                 | Davide Ascari, Pietro Bettini, Marcos Gallorini (en), Sergio Pelliccioli, Federico Pisani |
| Avants     | Talonneur              | Nicholas Gasperini, Vittorio Padoan, Valerio Siciliano                                    |
| Avants     | Deuxième ligne         | Mattia Midena, Giacomo Milano, Samuele Mirenzi, Tommaso Redondi                           |
| Avants     | Troisième ligne aile   | Luca Bellucci, Olmo D'Alessandro, Piero Gritti, Cesare Zucconi                            |
| Avants     | Troisième ligne centre | Jacopo Botturi                                                                            |
| Arrières   | Demi de mêlée          | Lorenzo Casilio, Mattia Jimenez                                                           |
| Arrières   | Demi d'ouverture       | Martino Pucciariello                                                                      |
| Arrières   | Centre                 | Nicola Bozzo (en), Patrick de Villiers, Ferdinando Fusari, Federico Zanandrea (en)        |
| Arrières   | Ailier                 | Francesco Bini, Lorenzo Elettri, Marco Scalabrin                                          |
| Arrières   | Arrière                | Mirko Belloni, Francesco Imberti                                                          |

### Arbitres
Les arbitres de champ du Tournoi 2024 sont les suivants :
| Rugby Europe | Asia Rugby               | Oceania Rugby                          | Rugby Afrique                                |
| --- | ------------------------ | -------------------------------------- | -------------------------------------------- |
| - Saba Abulashvili - Mike English - Ian Kenny (en) - Luc Ramos - Jérémy Rozier - Evan Urruzmendi - Federico Vedovelli | - Takehito Namekawa (ja) | - Reuben Keane (en) - Angus Mabey (en) | - Morné Ferreira (en) - Aimee Barrett-Theron |

## Récompenses et statistiques individuelles

### Meilleur joueur du Tournoi
Le troisième ligne aile anglais Henry Pollock est élu meilleur joueur de la compétition.

### Meilleurs réalisateurs
Le demi d'ouverture irlandais, Jack Murphy, termine meilleur réalisateur de la compétition avec 52 points inscrits, dont 14 transformations et 8 pénalités.
| Rang | Joueur                 | Équipe         | Poste                                        | Points | Essais | Transf. | Pén. | Drops |
| ---- | ---------------------- | -------------- | -------------------------------------------- | ------ | ------ | ------- | ---- | ----- |
| 1    | Jack Murphy            | Irlande -20    | Demi d'ouverture                             | 52     | 0      | 14      | 8    | 0     |
| 2    | Sean Kerr              | Angleterre -20 | Centre                                       | 40     | 1      | 10      | 5    | 0     |
| 3    | Martino Pucciariello   | Italie -20     | Demi d'ouverture                             | 36     | 0      | 9       | 6    | 0     |
| 4    | Danny Sheahan          | Irlande -20    | Talonneur                                    | 25     | 5      | 0       | 0    | 0     |
| 5    | Mathis Castro-Ferreira | France -20     | Troisième ligne centre, troisième ligne aile | 20     | 4      | 0       | 0    | 0     |
| -    | Henry Pollock          | Angleterre -20 | Troisième ligne aile                         | 20     | 4      | 0       | 0    | 0     |
| -    | Marco Scalabrin        | Italie -20     | Ailier                                       | 20     | 4      | 0       | 0    | 0     |
| 8    | Jean Cotarmanac'h      | France -20     | Demi d'ouverture                             | 16     | 0      | 5       | 2    | 0     |
| 9    | Cinq joueurs           | Cinq joueurs   | Cinq joueurs                                 | 15     | 3      | 0       | 0    | 0     |

### Meilleurs marqueurs
Le talonneur irlandais, Danny Sheahan, termine meilleur marqueur d'essais de la compétition avec cinq réalisations.
| Rang | Joueur                 | Équipe           | Poste                                        | Essais |
| ---- | ---------------------- | ---------------- | -------------------------------------------- | ------ |
| 1    | Danny Sheahan          | Irlande -20      | Talonneur                                    | 5      |
| 2    | Mathis Castro-Ferreira | France -20       | Troisième ligne centre, troisième ligne aile | 4      |
| -    | Henry Pollock          | Angleterre -20   | Troisième ligne aile                         | 4      |
| -    | Marco Scalabrin        | Italie -20       | Ailier                                       | 4      |
| 5    | Finn Carnduff          | Angleterre -20   | Troisième ligne aile, deuxième ligne         | 3      |
| -    | Freddy Douglas         | Écosse -20       | Troisième ligne aile                         | 3      |
| -    | Piero Gritti           | Italie -20       | Deuxième ligne, troisième ligne aile         | 3      |
| -    | Sean Edogbo            | Irlande -20      | Troisième ligne aile                         | 3      |
| -    | Ben O'Connor           | Irlande -20      | Arrière                                      | 3      |
| 10   | Quatorze joueurs       | Quatorze joueurs | Quatorze joueurs                             | 2      |

## Première journée

### Pays de Galles - Écosse
| J1 Vendredi 2 février 2024 19 h 45 | (bo) Pays de Galles -20 | 37 - 29 (20 - 17) | Écosse -20 (bo) | Stadiwm CSM, Colwyn Bay Arbitre : Jérémy Rozier |
| J1 Vendredi 2 février 2024 19 h 45 | Essai(s) : 6 Anderson (en) (17e), W. Price (28e, 71e), M. Morse (32e), Ackerman (en) (60e), Lewis (76e) Transformation(s) : 2 Wilde (32e), Ford (72e) Pénalité(s) : 1 Wilde (13e) | Rapport           | Essai(s) : 5 Young (9e, 34e), Douglas (23e, 64e), Yule (44e) Transformation(s) : 2 Coates (34e, 44e) Carton(s) jaune(s) : 1 O'Driscoll (69e) | Stadiwm CSM, Colwyn Bay Arbitre : Jérémy Rozier |
| J1 Vendredi 2 février 2024 19 h 45 | | Rapport           | | Stadiwm CSM, Colwyn Bay Arbitre : Jérémy Rozier |

### Italie - Angleterre
| J1 Vendredi 2 février 2024 20 h 15 | Italie -20                                                           | 11 - 36 (6 - 22) | Angleterre -20 (bo) | Stadio Comunale di Monigo, Trévise Arbitre : Evan Urruzmendi |
| J1 Vendredi 2 février 2024 20 h 15 | Essai(s) : 1 Siciliano (67e) Pénalité(s) : 2 Pucciariello (10e, 18e) | Rapport          | Essai(s) : 5 Pollock (19e, 33e, 77e), Carnduff (39e), Bellamy (62e) Transformation(s) : 4 Kerr (20e, 34e), Taylor (63e, 78e) Pénalité(s) : 1 Kerr (2e) | Stadio Comunale di Monigo, Trévise Arbitre : Evan Urruzmendi |
| J1 Vendredi 2 février 2024 20 h 15 |                                                                      | Rapport          | | Stadio Comunale di Monigo, Trévise Arbitre : Evan Urruzmendi |

### France - Irlande
| J1 Samedi 3 février 2024 21 h 10 | (bo), (bd) France -20 | 31 - 37 (14 - 17) | Irlande -20 (bo) | Stade Maurice-David, Aix-en-Provence Arbitre : Morné Ferreira (en) |
| J1 Samedi 3 février 2024 21 h 10 | Essai(s) : 4 Castro-Ferreira (11e, 35e), Tuifua (46e), Perrin (72e) Transformation(s) : 4 Raffy (12e, 36e, 47e, 73e) Pénalité(s) : 1 Raffy (64e) Carton(s) jaune(s) : 1 Arfeuil (49e) | Rapport           | Essai(s) : 4 Sheahan (4e), Gleeson (24e), Gavin (en) (51e), Treacy (67e) Transformation(s) : 4 J. Murphy (5e, 25e, 52e, 68e) Pénalité(s) : 3 J. Murphy (42e, 76e, 80e) | Stade Maurice-David, Aix-en-Provence Arbitre : Morné Ferreira (en) |
| J1 Samedi 3 février 2024 21 h 10 | | Rapport           | | Stade Maurice-David, Aix-en-Provence Arbitre : Morné Ferreira (en) |

## Deuxième journée

### Irlande - Italie
| J2 Vendredi 9 février 2024 20 h 15 | Irlande -20 | 23 - 22 (15 - 17) | Italie -20 (bd) | Musgrave Park, Cork Arbitre : Jérémy Rozier |
| J2 Vendredi 9 février 2024 20 h 15 | Essai(s) : 3 O'Connell (20e), O'Connor (28e), Edogbo (73e) Transformation(s) : 1 J. Murphy (21e) Pénalité(s) : 2 J. Murphy (3e, 60e) | Rapport           | Essai(s) : 3 Scalabrin (23e, 30e), Gritti (65e) Transformation(s) : 2 Pucciariello (24e, 31e) Pénalité(s) : 1 Pucciariello (35e) Carton(s) jaune(s) : 1 Zucconi (36e) | Musgrave Park, Cork Arbitre : Jérémy Rozier |
| J2 Vendredi 9 février 2024 20 h 15 | | Rapport           | | Musgrave Park, Cork Arbitre : Jérémy Rozier |

### Angleterre - Pays de Galles
| J2 Vendredi 9 février 2024 20 h 15 | (bo) Angleterre -20 | 28 - 7 (15 - 7) | Pays de Galles -20                                                 | The Recreation Ground, Bath Arbitre : Aimee Barrett-Theron |
| J2 Vendredi 9 février 2024 20 h 15 | Essai(s) : 4 Wills (en) (10e), McParland (en) (15e), Jones (en) (29e), Kirk (73e) Transformation(s) : 1 Bellamy (74e) Pénalité(s) : 2 Taylor (45e), Bellamy (59e) Carton(s) jaune(s) : 1 Sodeke (en) (34e) | Rapport         | Essai(s) : 1 Anderson (en) (31e) Transformation(s) : 1 Wilde (32e) | The Recreation Ground, Bath Arbitre : Aimee Barrett-Theron |
| J2 Vendredi 9 février 2024 20 h 15 | | Rapport         |                                                                    | The Recreation Ground, Bath Arbitre : Aimee Barrett-Theron |

### Écosse - France
| J2 Vendredi 9 février 2024 21 h | Écosse -20                                                                               | 14 - 29 (0 - 26) | France -20 (bo) | Hive Stadium, Édimbourg Arbitre : Angus Mabey (en) |
| J2 Vendredi 9 février 2024 21 h | Essai(s) : 2 Lock (52e), J. Blyth-Lafferty (59e) Transformation(s) : 2 Coates (53e, 60e) | Rapport          | Essai(s) : 4 Mousques (13e), Bosmorin (19e), Souverbie (30e), Castro-Ferreira (40e) Transformation(s) : 3 Desperes (14e, 20e, 40e+2) Pénalité(s) : 1 Desperes (65e) Carton(s) jaune(s) : 1 Tolofua (59e) | Hive Stadium, Édimbourg Arbitre : Angus Mabey (en) |
| J2 Vendredi 9 février 2024 21 h |                                                                                          | Rapport          | | Hive Stadium, Édimbourg Arbitre : Angus Mabey (en) |

## Troisième journée

### Irlande - Pays de Galles
| J3 Vendredi 23 février 2024 20 h 15 | (bo) Irlande -20 | 43 - 8 (17 - 3) | Pays de Galles -20                                                                                        | Musgrave Park, Cork Arbitre : Federico Vedovelli |
| J3 Vendredi 23 février 2024 20 h 15 | Essai(s) : 6 Edogbo (17e), Gavin (en) (39e), Walker (45e), Sheahan (62e, 66e), O'Connor (73e) Transformation(s) : 5 J. Murphy (18e, 40e, 46e, 63e), Naughton (74e) Pénalité(s) : 1 J. Murphy (7e) | Rapport         | Essai(s) : 1 Davies (52e) Pénalité(s) : 1 Wilde (14e) Carton(s) jaune(s) : 2 H. Thomas (8e), Austin (65e) | Musgrave Park, Cork Arbitre : Federico Vedovelli |
| J3 Vendredi 23 février 2024 20 h 15 | | Rapport         | | Musgrave Park, Cork Arbitre : Federico Vedovelli |

### Écosse - Angleterre
| J3 Vendredi 23 février 2024 20 h 15 | Écosse -20 | 17 - 30 (0 - 18) | Angleterre -20 (bo) | Hive Stadium, Édimbourg Arbitre : Ben Breakspear |
| J3 Vendredi 23 février 2024 20 h 15 | Essai(s) : 3 McVie (53e), Douglas (64e), Gwynn (en) (75e) Transformation(s) : 1 Coates (54e) Carton(s) jaune(s) : 1 Caqusau (26e) | Rapport          | Essai(s) : 4 Wright (en) (12e), Kerr (30e), Carnduff (46e), Michelow (en) (58e) Transformation(s) : 2 Kerr (13e, 47e) Pénalité(s) : 2 Kerr (3e, 22e) | Hive Stadium, Édimbourg Arbitre : Ben Breakspear |
| J3 Vendredi 23 février 2024 20 h 15 | | Rapport          | | Hive Stadium, Édimbourg Arbitre : Ben Breakspear |

### France - Italie
| J3 Vendredi 23 février 2024 21 h | (bd) France -20 | 20 - 23 (8 - 13) | Italie -20 | Stade Raoul-Barrière, Béziers Arbitre : Ian Kenny (en) |
| J3 Vendredi 23 février 2024 21 h | Essai(s) : 3 Zamora (19e), Granell (44e), Brau-Boirie (61e) Transformation(s) : 1 Cotarmanac'h (9e) Pénalité(s) : 1 Cotarmanac'h (62e) | Rapport          | Essai(s) : 3 Casilio (5e), Scalabrin (24e), Botturi (70e) Transformation(s) : 1 Pucciariello (71e) Pénalité(s) : 2 Pucciariello (17e, 42e) Carton(s) jaune(s) : 1 Bozzo (en) (45e) | Stade Raoul-Barrière, Béziers Arbitre : Ian Kenny (en) |
| J3 Vendredi 23 février 2024 21 h | | Rapport          | | Stade Raoul-Barrière, Béziers Arbitre : Ian Kenny (en) |

## Quatrième journée

### Pays de Galles - France
| J4 Jeudi 7 mars 2024 20 h 45 | Pays de Galles -20                                                                                                 | 12 - 45 (5 - 28) | France -20 (bo) | Cardiff Arms Park, Cardiff Arbitre : Takehito Namekawa (ja) |
| J4 Jeudi 7 mars 2024 20 h 45 | Essai(s) : 2 J. Morse (24e), Page (62e) Transformation(s) : 1 Price (62e) Carton(s) jaune(s) : 1 Ress-Weldon (72e) | Rapport          | Essai(s) : 6 Mousques (10e), Quere Karaba (33e), Aouad (37e, 14e), Tolofua (50e), Belaubre (75e) Transformation(s) : 6 Cotarmanac'h (12e, 33e, 38e, 42e), Souverbie (61e, 76e) Pénalité(s) : 1 Cotarmanac'h (44e) Carton(s) jaune(s) : 1 Bollengier (23e) | Cardiff Arms Park, Cardiff Arbitre : Takehito Namekawa (ja) |
| J4 Jeudi 7 mars 2024 20 h 45 | | Rapport          | | Cardiff Arms Park, Cardiff Arbitre : Takehito Namekawa (ja) |

### Angleterre - Irlande
| J4 Vendredi 8 mars 2024 20 h 15 | (bo) Angleterre -20 | 32 - 32 (13 - 15) | Irlande -20 (bo) | The Recreation Ground, Bath Arbitre : Reuben Keane (en) |
| J4 Vendredi 8 mars 2024 20 h 15 | Essai(s) : 4 Carnduff (3e), Spencer (55e), James (en) (68e), Waghorn (en) (76e) Transformation(s) : 2 Kerr (3e, 68e) Pénalité(s) : 2 Kerr (12e, 35e) | Rapport           | Essai(s) : 5 Treacy (16e), O'Connor (28e), McLaughlin (47e), Walker (63e), L. Murphy (80e+2) Transformation(s) : 2 J. Murphy (16e), Naughton (80e+2) Pénalité(s) : 1 J. Murphy (8e) | The Recreation Ground, Bath Arbitre : Reuben Keane (en) |
| J4 Vendredi 8 mars 2024 20 h 15 | | Rapport           | | The Recreation Ground, Bath Arbitre : Reuben Keane (en) |

### Italie - Écosse
| J4 Vendredi 8 mars 2024 20 h 15 | (bo) Italie -20 | 47 - 14 (7 - 14) | Écosse -20 | Stadio Comunale di Monigo, Trévise Arbitre : Saba Abulashvili |
| J4 Vendredi 8 mars 2024 20 h 15 | Essai(s) : 7 Gritti (8e, 50e), Gasperini (55e, 59e), Belloni (62e), Scalabrin (77e), de Villiers (80e) Transformation(s) : 6 Pucciarello (8e, 50e, 55e, 59e, 77e, 80e) | Rapport          | Essai(s) : 2 McVie (16e), Watson (26e) Transformation(s) : 2 Coates (16e, 26e) Carton(s) jaune(s) : 1 Coulston (78e) | Stadio Comunale di Monigo, Trévise Arbitre : Saba Abulashvili |
| J4 Vendredi 8 mars 2024 20 h 15 | | Rapport          | | Stadio Comunale di Monigo, Trévise Arbitre : Saba Abulashvili |

## Cinquième journée

### Irlande - Écosse
| J5 Vendredi 15 mars 2024 20 h | (bo) Irlande -20 | 36 - 0 (7 - 0) | Écosse -20                       | Musgrave Park, Édimbourg Arbitre : Takehito Namekawa (ja) |
| J5 Vendredi 15 mars 2024 20 h | Essai(s) : 5 McLaughlin (20e), O'Connell (59e), Sheahan (72e, 80e+2), Edogbo (77e) Transformation(s) : 4 J. Murphy (20e, 72e, 77e, 80e+2) Pénalité(s) : 1 J. Murphy (51e) | Rapport        | Carton(s) jaune(s) : 1 Job (31e) | Musgrave Park, Édimbourg Arbitre : Takehito Namekawa (ja) |
| J5 Vendredi 15 mars 2024 20 h | | Rapport        |                                  | Musgrave Park, Édimbourg Arbitre : Takehito Namekawa (ja) |

### Pays de Galles - Italie
| J5 Vendredi 15 mars 2024 20 h 30 | (bo) Pays de Galles -20 | 27 - 15 (0 - 15) | Italie -20 | Cardiff Arms Park, Cardiff Arbitre : Reuben Keane (en) |
| J5 Vendredi 15 mars 2024 20 h 30 | Essai(s) : 4 H. Thomas (46e), Beddall (59e), Stone (67e), Young (71e) Transformation(s) : 2 Ford (59e, 67e) Pénalité(s) : 1 Ford (77e) Carton(s) jaune(s) : 1 J. Morse (36e) | Rapport          | Essai(s) : 2 Gallorini (en) (15e), de pénalité (36e) Transformation(s) : 1 de pénalité (36e) Pénalité(s) : 1 Pucciariello (3e) Carton(s) jaune(s) : 1 Mirenzi (46e) | Cardiff Arms Park, Cardiff Arbitre : Reuben Keane (en) |
| J5 Vendredi 15 mars 2024 20 h 30 | | Rapport          | | Cardiff Arms Park, Cardiff Arbitre : Reuben Keane (en) |

### France - Angleterre
| J5 Vendredi 15 mars 2024 21 h | (bo) France -20 | 31 - 45 (21 - 12) | Angleterre -20 (bo) | Stade du Hameau, Pau Arbitre : Federico Vedovelli |
| J5 Vendredi 15 mars 2024 21 h | Essai(s) : 4 Ferté (13e), Gourgues (26e), Carbonneau (28e), Castro-Ferreira (46e) Transformation(s) : 4 Reus (13e, 26e, 28e, 46e) Pénalité(s) : 1 Reus (58e) Carton(s) jaune(s) : 1 Duchêne (62e) | Rapport           | Essai(s) : 7 Redshaw (2e), Isaacs (37e, 43e), Jones (en) (49e), Pollock (60e), de pénalité (64e), Halliwell (70e) Transformation(s) : 5 Kerr (37e, 43e, 69e), Makepeace-Cubitt (en) (59e), de pénalité (64e) Carton(s) jaune(s) : 1 Kirk (77e) | Stade du Hameau, Pau Arbitre : Federico Vedovelli |
| J5 Vendredi 15 mars 2024 21 h | | Rapport           | | Stade du Hameau, Pau Arbitre : Federico Vedovelli |